# Gai Claudi Pulcre (pretor 73 aC)
Gai Claudi Pulcre (en llatí Caius Claudius Pulcher) va ser un magistrat romà que va viure al segle I aC. Era fill d'Appius Claudius Pulcher i formava part de la gens Clàudia.
Va ser edil curul i mentre exercia aquest càrrec va excloure als esclaus dels Ludi Megalensis. L'any 73 aC va ser pretor i va dirigir un exèrcit contra Espàrtac, però aquest el va derrotar davant del Mont Vesuvi.